# 西海郡故城遗址
西海郡故城遗址位于中华人民共和国青海省海晏县西北的金银滩山上，是西汉末期的西海郡城所在地，因东南城墙坍塌呈三角形而有三角城的别称。1988年，西海郡故城遗址入选第三批全国重点文物保护单位。

## 历史
西汉末年，国舅王莽掌权，他在元始三年（公元3年，也有说法称为元始四年）派遣中郎将平宪等人携黄金财物前往今青海地区，诱使当地的卑禾羌地方政权向汉廷称臣献土，汉朝朝廷随即在此设立西海郡，下设修远县、监羌县、兴武县、军虏县和顺砾县五个行政区，汉廷还将数万囚徒流放至此，并在此修建了多座军事设施。新朝绿林、赤眉军起义后，王莽失去了对西海郡的控制能力，郡城遂遭废弃。
1940年代，其时实际控制青海的军阀马步芳政权在三角城内发现了新朝时期的重要文物虎符石匮的上半部分。1958年7月，以安志敏为首的中国科学院考古研究所团队赴海晏县考察，在此采集到了西汉、新朝时期的五铢钱、货布和陶范等商贸遗存，1970年代还有人在此偶然拾得一个使用过的陶范，经鉴定为新朝时期文物，1980年代，在城内发现了虎符石匮的下半部分。1988年1月13日，西海郡故城遗址入选第三批全国重点文物保护单位，2007年，遗址被列为中国丝绸之路申遗推荐名单。2010年代，科考人员在遗址中又发现了新的钱币、陶范等文物，海晏县政府对故城进行了遗址保护项目工程，新建了仿古城墙，东、西、南、北城门、文昌楼和点兵台等旅游建筑，以及道路、水电等配套设施。2020年代，海晏县争取了数千万元人民币，用于对西海郡故城遗址的保护、开发及利用工作。

## 遗址与出土物
西海郡故城是迄今湟水流域发现的规模最大的汉朝时期城址。故城平面呈梯形，东西长600—650米，南北宽600米，残存的城墙基部宽8米，顶部宽2米，高4—12米，城墙遗存有东西面两个门址。故城遗址总面积达30万平方米，城内的南侧地势较高，且有3处呈隆起状，据考古学者推测为旧时的主要建筑区。
故城内发现最重要的文物是虎符石匮，该石匮被分成上下两半，上半部分为石虎，呈俯卧姿态，发现于1940年代，背宽0.6米，长1.5米；下半部分则为石座，在1980年代发现，宽1.15米，座长1.3米，高0.65米，上下相合后发现其正面刻有“西海郡虎符石匮，始建国元年十月癸卯，工河南郭戎造”字样，证明其为王莽夺权的第一年凿刻而成。
在虎符石匮之外，城内还发现了西汉、王莽时期的五铢、货布和货泉等货币，以及“大泉五十”和“小泉直一”的钱范。此外，城内亦发现了东汉时期刻有“西海安定元兴元年作当”字样的瓦当、唐朝时期的莲花图样瓦当以及宋朝时期“崇宁重宝”“圣宋元宝”铜钱。